# Síndrome de Lennox-Gastaut
Síndrome de Lennox-Gastaut (SLG) ou encefalopatia epilética da infância é uma síndrome epilética pediátrica grave que constitui 1 a 4% das epilepsias da infância. SLG é comumente caracterizada por uma tríade de sintomas: epilepsia de vários padrões, retardo mental (RM) e complexos ponta-onda lentos no eletroencefalograma (EEG). Os padrões de epilepsia mais comuns relacionados à síndrome são tônica axial, atônica, e de ausência, mas convulsões parciais, mioclônicas e tônica-clônica generalizadas também são observadas.

## Epidemiologia
SLG é mais comum em meninos do que em meninas. A prevalência na Europa é de 0,1-0,28 por 1000 habitantes. A incidência anual de SLG na infância é de cerca de 2 por 100.000 crianças. Um estudo realizado em Atlanta, nos Estados Unidos, revelou que 91% de todas as pessoas com SLG tem algum grau de retardo mental e 31% tinha uma história de espasmos infantis. Dezessete por cento de todas as crianças com SLG tem retardo mental profundo.

## Etiologia e fisiopatologia
Os pacientes podem ser considerados como tendo SLG idiopática, se o desenvolvimento psicomotor era normal antes do início dos sintomas, sem distúrbios ou causas subjacentes presuntivas definidas estarem presentes, e nenhuma anormalidade neurológica ou neurorradiológica for encontrada. Em contraste, SLG ssecundaria é diagnosticada se uma causa provável puder ser identificada como sendo responsável pela síndrome. Estudos de base populacional descobriram que 70 a 78% dos pacientes com a doença tem SLG secundaria. Patologias subjacentes, nestes casos, incluem o seguinte:
- Encefalite e/ ou meningite
- Esclerose tuberosa
- Malformações cerebrais (por exemplo, displasias corticais)
- Lesão hipóxico-isquêmica
- Injúria neonatal
- Lesões do lobo frontal
- Trauma

As principais características de deterioração mental são relatadas como apatia, distúrbios de memória, velocidade visuomotora prejudicada, e perseveração. Algumas hipóteses foram propostas, mas a fisiopatologia ainda é incerta.

## Sintomatologia e diagnóstico

### Dificuldade Intelectual
Apesar de aproximadamente 20 a 30% das crianças com SLG estarem livres de déficits neurológicos e neuropsicológicos antes do início dos sintomas, estes problemas aparecem inevitavelmente durante a evolução da SLG. Fatores associados ao retardo mental mais comuns ou mais graves incluem o seguinte:
- Uma etiologia identificável (isto é, SLG sintomática)
- A história prévia de síndrome de West
- O início dos sintomas antes da idade de 12 a 24 meses
- Crises mais frequentes

### Manifestações das crises
Crises tônicas tem uma frequência de 17 a 95%. Estes ataques podem ocorrer durante a vigília ou sono, mas são mais frequentes durante a fase de sono não-REM. A duração é de poucos segundos a um minuto.Crises de ausência atípicas variam em frequência de 17 a 100%. Esta ampla gama resulta da incapacidade dos pais para reconhecer corretamente e identificar ausências atípicas.
Ausências atípicas podem ser difíceis de diagnosticar porque o seu início pode ser gradual e a perda de consciência pode ser incompleta, permitindo que o paciente continue em algum grau de atividade. Os pacientes podem ter associadamente mioclonias palpebrais, que não são tão rítmicas como na ausência típica, mas são muitas vezes associada com mioclonias periorais ou flexão progressiva da cabeça secundária a uma perda do tônus. Os automatismos podem ser observados. As convulsões podem acabar gradualmente em alguns pacientes e abruptamente nos outros.
Crises atônicas, crises mioclônicas massivas e crises mioclônicas-atônicas têm uma frequência de 10 a 56% na SLG. Estes ataques são difíceis de diferenciar apenas pela observação clínica. Discrepâncias consideráveis existem no uso desses termos. Todos os três tipos podem produzir uma queda brusca, produzindo lesões (drop attacks) ou pode ser limitada à cabeça cair sobre o peito (queda de cabeça, aceno de cabeça, nictatio capitis). Crises atônicas puras são excepcionais, a maioria tem um componente tônico ou mioclônico.
Outros tipos de ataques são notados. Crises tônico-clônicas generalizadas são relatadas em 15% dos pacientes, enquanto crises parciais complexas ocorrem em 5%. Ausência de status epilético, estado epiléptico tônico, e estado de mal epiléptico não-convulsivo podem ocorrer, podem ter uma longa duração e pode ser resistentes à terapia.

### Exames complementares

#### Eletroencefalograma
EEG intercrise é caracterizado por uma lentificação generalizada que pode ser constante ou transitória. Lentificação permanente está associada com mau prognóstico cognitivo.
A principal característica do EEG intercrise acordado em pacientes com SLG é o padrão pontas-ondas lentas difusas.
A amplitude de frequência é maior na região anterior ou nas áreas frontais ou frontocentral, mas, em alguns pacientes, a atividade pode dominar nas regiões posteriores da cabeça. A frequência da atividade das pontas-onda lentas geralmente é de 1,5 a 2,5 Hz.

#### Ressonância magnética
Anormalidades revelada por neuroimagem associadas a SLG incluem esclerose tuberosa, malformações cerebrais, sequelas de lesão hipóxico-isquemica, ou lesões do lóbo frontal.

## Diagnóstico diferencial
Síndrome de Lennox-Gastaut deve ser diferenciada da epilepsia mioclônica-astática (síndrome de Doose). Além disso, síndrome de West, epilepsia mioclônica juvenil e encefalopatias epiléticas e epileptiformes.

## Tratamento
O tratamento ideal para SLG permanece incerto e nenhum estudo até o momento demonstrou que qualquer droga seja altamente eficaz. Rufinamida, lamotrigina, topiramato e felbamato podem ser úteis como terapia adjuvante. Clobazam pode ser útil para crises de "drop attacks" (queda súbita). Até que novas pesquisas sejam realizadas, os médicos terão de continuar a considerar cada paciente individualmente, tendo em conta o benefício potencial de cada terapia pesando o risco dos efeitos adversos.
Os pacientes e seus familiares precisam ser informados do risco para as seguintes reações idiossincráticas graves dos três medicamentos mais usados como antiepilépticos para SLG:
Valproato (ácido valproico) - hepatotoxicidade, pancreatite.
Lamotrigina - Síndrome de Stevens-Johnson, necrólise epidérmica tóxica
Felbamato - anemia aplástica, hepatotoxicidade.
Uma opção terapêutica para casos refratários de epilepsia de difícil controle é a estimulação do nervo vago. Além disso, pode ser tentado em casos mais graves opções cirúrgicas como ressecção focal ou calosotomia, ou ainda,
dieta cetogênica.

## Prognóstico
O prognóstico em longo prazo, no geral, é ruim. Estudos longitudinais mostraram que uma minoria de pacientes com SLG, eventualmente, poderia trabalhar normalmente, no entanto, 47 a 76% manteriam características típicas (retardo mental, convulsões resistentes ao tratamento), com considerável grau de dependência (por exemplo: necessidade de cuidado domiciliar especializado) muitos anos após o início da doença. Crianças e adolescentes com epilepsia, especialmente aqueles com síndrome de Lennox-Gastaut ou espasmos infantis, têm um risco aumentado de morte.